# Lachen links

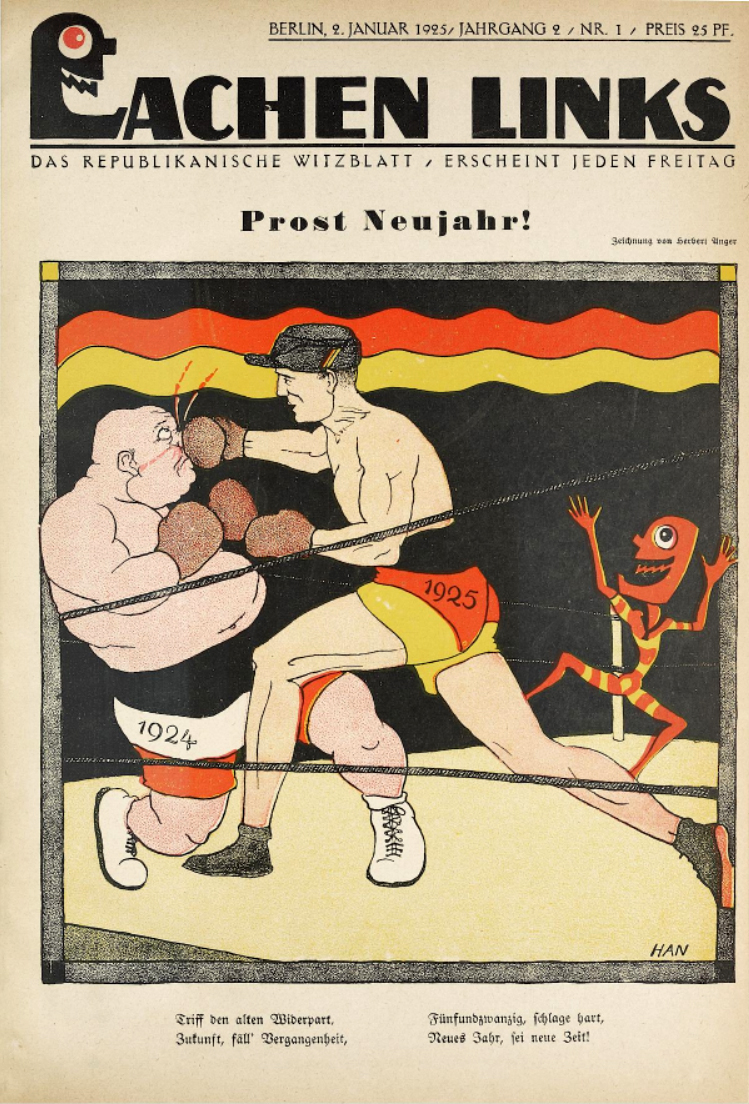
Titelblatt 2. Januar 1925
(Herbert Anger)

Lachen links. Das republikanische Witzblatt war eine Satirezeitschrift, die die SPD durch ihren Parteiverlag, den Dietz-Verlag, in der Zeit der Weimarer Republik von 1924 bis 1927 herausgab. Es ersetzte ab 11. Januar 1924 das in der Inflation 1923 eingegangene Satiremagazin Der Wahre Jacob.
Es wird vermutet, dass der Name des Blattes von Parlamentsprotokollen angeregt wurde. Dort wurde das Lachen in den unterschiedlichen politischen Lagern jeweils mit der Notiz „Lachen links“ bzw. „Lachen rechts“ dokumentiert.
Geleitet wurde das Blatt von Chefredakteur Erich Kuttner und Redakteur Friedrich Wendel. Mitgestalter des Blattes war unter anderen der Satiriker Karl Schnog. Als Zeichner wirkten u. a. Hans Baluschek und Bruno Haunickel mit.
Lachen links wurde 1927 wieder vom Wahren Jacob abgelöst. In der letzten Nummer hieß es: 

„Nichts wird unterbrochen, nichts wird abgebrochen. […] Daß der Kampf, den ‚Lachen links‘ gegen soziale und kulturelle Rückständigkeit und Entwicklungsfeindlichkeit mit der Waffe der Satire geführt hat, nicht abgebrochen wird, ist eine Selbstverständlichkeit. Er wird weitergeführt unter der alten, der deutschen Arbeiterschaft und der gesamten Öffentlichkeit durch lange Jahrzehnte hindurch wohlvertraut gewordenen Flagge des ‚Wahren Jacob‘.“